# رئیس‌جمهور ایرلند
رئیس‌جمهور ایرلند (به ایرلندی: Uachtarán na hÉireann) بالاترین مقام رسمی و فرمانده نیروهای مسلح کشور ایرلند است.
رئیس‌جمهور به مدت هفت سال و با رأی مستقیم مردم انتخاب می‌شود. یک شخص می‌تواند حداکثر دو دوره به ریاست‌جمهوری برگزیده شود. انتخابات فقط در صورتی برگزار می‌شود که حداقل دو نفر نامزد شده باشند. نظام انتخاباتی مورد استفاده رأی بدیل است. ریاست‌جمهوری در ایرلند یک منصب تشریفاتی است. رئیس‌جمهور از اختیارات محدودش بنا بر صلاحدید خود استفاده می‌کند. رئیس‌جمهور نمایندهٔ کشور ایرلند و حافظ قانون اساسی کشور است. این منصب از سال ۱۹۳۷ بنا بر قانون اساسی ایرلند ایجاد شد، و در سال ۱۹۴۹ با مصوبهٔ جمهوری ایرلند در جهان بین‌الملل به رسمیت شناخته شد.

## ۲۰۱۱
مایکل دی هیگینز، در ۲۹ اکتبر ۲۰۱۱ به ریاست‌جمهوری برگزیده شد. مراسم تحلیف او ۱۱ نوامبر ۲۰۱۱ برگزار شد. هیگینز سیاستمدار کهنه‌کار چپ‌گرا و حامی حقوق بشر است. او از اعضای حزب کارگر ایرلند است و سابقهٔ حضور در هر دو مجلس پارلمان را نیز داراست. او شاعر و به زبان ایرلندی مسلط است.

## ۲۰۱۸
مایکل دی هیگینز در روز جمعه ۲۶ اکتبر ۲۰۱۸ برای بار دوم به ریاست جمهوری ایرلند انتخاب شد.
هیگینز با کسب ۸۲۲۵۶۶ رای و به‌دست آوردن ۵۶ درصد آرا برنده انتخابات شد. از انتخابات ۱۹۶۶ برای اولین بار است که یک رئیس جمهور دو دوره انتخاب می‌شود. دومین دوره ریاست جمهوری هیگینز از ۱۱ نوامبر ۲۰۱۸ آغاز خواهد شد. 